# Mario Bezzi
Mario Bezzi   (Milà, 1 d'agost de 1868 - Torí, 14 de gener de 1927) fou un entomòleg italià, professor de zoologia a la Universitat de Torí. També va ser Director del Museu Regionale di Scienze Naturali (Museu Regional de Ciències Naturals), Torí). Era Doctor en Ciències.
Bezzi va treballar amb Paul Stein, Theodor Becker i Kertész Kálmán en Paläarktischen dipteren Katalog der publicat a Budapest des de 1903.
La seva col·lecció de Diptera va ser comprada l'any 1928 pel Museu Cívic d'Història Natural de Milà juntament amb la biblioteca d'estudi i la correspondència científica.

## Algunes publicacions
- Diptera Brachycera and Athericera of the Fiji islands based on material in the British Museum [Natural History]. British Museum [Nat. Hist.], London: viii + 220 pp. (1928).
- Einige neue paläarrktische Empis-Arten. Pt. 1 18pp. (1909)
- Report on a collection of Bombyliidae from Central Africa 52 p. 1 pl (1911)
- Riduzione e scomparsa delle ali negli insetti ditteri 98 p. 11 figs (1916)
- Voyage Alluaud en Afrique Orientale. Bombyliidae & Syrphidae 35 p (1923)
- Ulteriori notizie sulla ditterofauna delle caverne. Atti Soc. Ven. -Trent. Sci. nat. 46: 177-187. (1907)
- Ditteri Eritrei raccolti dal Dott. Andreini e dal Prof. Tellini. Parte Seconda [1]. Boll. Soc. ent. ital. 39[1907]: 3-199. 1908
- Diptères suivi d'un Appendic e sur les Diptères cavernicoles recueillis par le Dr Absolon dans les Balcans. Arch. Zool. Exp. Gèn.  48: 1-87. (1911)
- Ditteri raccolti dal Prof. F. Silvestri durante il suo viaggio in Africa. Boll. Lab. Zool. gen. agr. Portici 8: 279-[281](1914).
- Contributo allo studio della fauna Libica. Materiali raccolti nelle zone di Misurata e Homs [1912-13] dal Dott. Alfredo Andreini, Capitano Medico. Ditteri. Annali del Museo Civico di Storia naturale di Genova, Serie 3. a 6[46]: 1-17 [?165-181](1914).
- Ditteri di Cirenaica raccolti dal Prof. Alessandro Ghigi durante l'escursione organaizzata dal Touring Club Italiano nel mese d'Aprile 1920. Atti Soc. Ven. -Trent. Sci. nat.  60: 1921:.
- Materiali per lo studio della fauna Tunisia raccolti da G. e L. Doria. Annali del Museo Civico di Storia Naturale di Genova, Serie 3a 10[50] 1922: 1-43. (1922).
- Materiali per una fauna dell'Arcipelago Toscano. XVII. Ditteri del Giglio. Annali del Museo Civico di Storia Naturale di Genova, Serie 3a 10[50] 1925: 291-354 [1-64]1925:.
- Bezzi, M. & C. G. Lamb, 1926: XXIII. Diptera [excluding Nematocera] from the Island of Rodriguez. Trans. ent. Soc. Lond. 3/4]: 537-573 (1925).
- Bezzi, M. & T. de Stefani-Perez, : Enumerazione dei Ditteri fino ad ora raccolti in Sicilia. Naturalista Siciliano An. II [Nuova Serie] 1-3: 1-48. (1897)